# 苏格兰福音会
苏格兰福音会成立于1843年前后，总部设于爱丁堡。
苏格兰福音会差会（Church of Scotland Foreign Mission Committee，CSFM）在华传教的先驱为谷克本（郭布伦，G.Cockburn）牧师。1878年，他进入湖北宜昌。这是该会在华唯一的传教站。
1917年，苏格兰福音会湖北宜昌总堂有西教士15人，华传道40人，受餐信徒585人，小学14所，工艺学校1所，孤儿院1所。1919年，苏格兰福音会湖北宜昌总堂有西教士15人，受餐信徒582人。
1934年，苏格兰福音会在湖北有1总堂，6支堂，西教士10人，华传道87人，受餐信徒514人。在宜昌开办有哀欧拿女中、华蓥中学、仁济女医院、普济男医院。干事杜辅世（F.Tocher）驻宜昌。